# Arctosa obscura
Arctosa obscura là một loài nhện trong họ Lycosidae.
Loài này thuộc chi Arctosa. Arctosa obscura được J. Denis miêu tả năm 1953.